# Lingua araba marocchina
L'arabo marocchino è la varietà di lingua araba parlata in Marocco, appartenente alla famiglia dei dialetti maghrebini. È generalmente noto con il nome di dārija ("linguaggio colloquiale"), per venire distinto dall'arabo moderno standard, la lingua ufficiale del paese.
L'arabo marocchino, come lingua madre o come lingua franca per la comunicazione tra parlanti arabi e parlanti berberi, è parlato da oltre 30 milioni di persone in Marocco e da centinaia di migliaia di marocchini residenti nei paesi esteri dove sono emigrati (principalmente Francia, Spagna, Israele, Italia, Belgio, Paesi Bassi, Canada e Germania).
Esso, similmente ad altri dialetti del Maghreb, come l'algerino, il tunisino, il libico e il maltese, possiede un importante sostrato berbero. L'arabo marocchino ha inoltre testimoniato importanti influenze del romanzo d'Africa, del punico, dello spagnolo e del francese.
Morfologia, sintassi, pronuncia e vocabolario dell'arabo marocchino sono molto diversi da quelli dell'arabo standard: pertanto risulta difficilmente comprensibile dai parlanti di lingua araba del Medio Oriente, compresi gli egiziani; mentre è più facilmente comprensibile per gli altri maghrebini di lingua araba, al prezzo di uno sforzo per adattarsi a forti differenze soprattutto nella prosodia.

## Varianti
L'arabo marocchino comprende una moltitudine di dialetti, divisi principalmente in due famiglieː da una parte i dialetti pre-hilalici e dall'altra i dialetti hilalici.

### Dialetti pre-hilalici

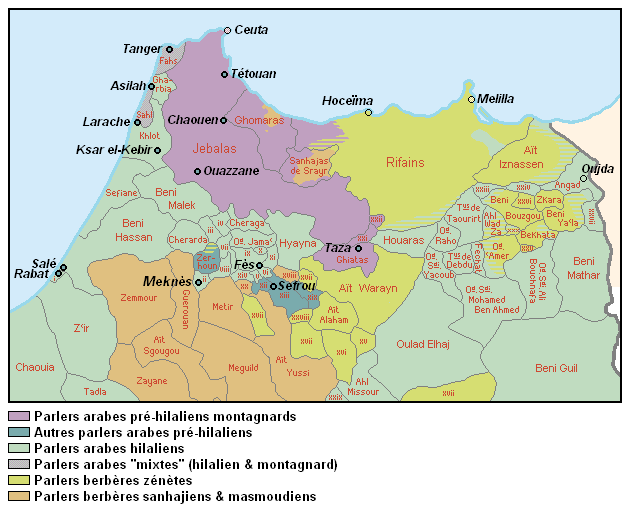
Mappa etno-linguistica del Marocco settentrionale: i dialetti pre-hilalici sono evidenziati in viola (varianti montane) e in blu (varianti urbane).

I dialetti pre-hilalici si sono sviluppati nelle prime fasi dell'arabizzazione del Maghreb, tra il VII e il XII secolo nelle principali città e in alcune zone montuose e comprendono:
- Gli antichi dialetti urbani di Fès, Rabat, Salé, Taza, Tétouan, Ouezzane, Chefchaouen, Tangeri, Assila, Larache, Ksar El Kebir, Meknès e Marrakech,[5][6] molti dei quali influenzati dall'arabo andaluso. Inoltre, i dialetti di Ouezzane, Chefchaouen, Asilah, Larache, Ksar el-Kebir e Tangeri sono influenzati dai dialetti montani, quelli di Marrakech e di Meknès dai dialetti beduini, mentre il dialetto urbano di Azemmour si è estinto.
- L'arabo jebli parlato nel Rif occidentale e meridionale; si suddivide nei dialetti settentrionali (parlati da tribù Masmuda e Ghomara) e in quelli meridionali (parlato da tribù Zanata e Sanhaja).[5][7]
- I dialetti del Zerhoun e di Sefrou e delle tribù circostanti (i Zerahna nella zona di Zerhoun; i Kechtala, i Behalil e i Yazgha nella zona di Sefrou), la cui area era molto più vasta prima del XII secolo.
- L'arabo giudeo-marocchino, parlato dalle comunità ebraiche marocchine.

### Dialetti hilalici
I dialetti hilalici, definiti anche beduini, si sono diffusi in Marocco in seguito all'immigrazione delle tribù dei Banu Hilal, avvenuta nell'XI secolo.
I dialetti hilalici parlati in Marocco appartengono al sottogruppo Mâqil e sono diffusi nel Marocco occidentale (nelle regioni di Doukkala, Abda, Tadla, Chaouia, Zaër e Sraghna) e orientale (in particolare nelle regioni di Oujda e di Tafilalt).
Il hassaniyya non viene solitamente compreso tra le varianti dell'arabo marocchino.
Nel corso del XX secolo, l'esodo rurale dalle zone pianeggianti del Marocco centrale e occidentale verso le grandi città (in particolare Casablanca e Rabat) ha portato allo sviluppo della moderna koinè marocchina. La koinè si è sviluppata sulla base dei dialetti hilalici degli immigrati e ha comportato la recessione degli antichi dialetti urbani pre-hilalici (ora parlati solamente dalle antiche famiglie nei centri storici). L'azione dei mass-media ha favorito la diffusione della koinè in gran parte del paese.